# Bandera de Guixers

## Blasonament
Bandera apaïsada de proporcions dos dalt per tres de llarg, verda, amb sis triangles blancs posats en sentit horitzontal; tres amb la base en el pal, dos amb la base en l'eix vertical del primer terç i un amb la base en l'eix del segon terç, que es toquen els vèrtexs corresponents.

## Història
Es va publicar en el DOGC el 19 de gener del 2000.